# Helene Hegemann

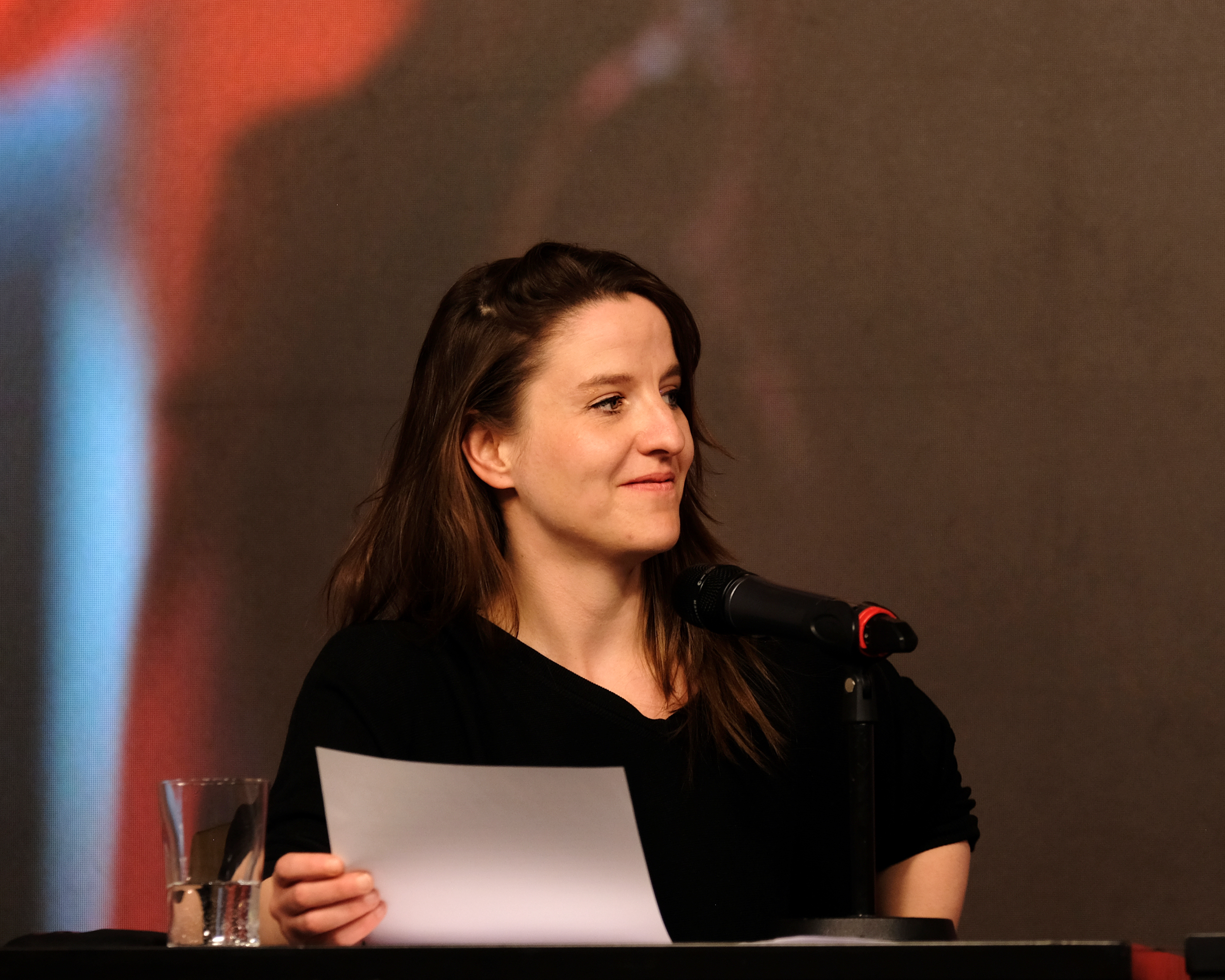
Helene Hegemann (2025)

Helene Hegemann (* 19. Februar 1992 in Freiburg im Breisgau) ist eine deutsche Schriftstellerin, Drehbuchautorin und Regisseurin. Bekannt wurde sie mit ihrem Debütroman Axolotl Roadkill, der bei Erscheinen zunächst als authentisch gelobt, wenig später wegen nachweislicher Plagiate kritisiert wurde. Das Buch wurde in 15 Sprachen übersetzt und wenige Jahre später von der Autorin selbst verfilmt. Neben drei weiteren Romanen und anderen Texten schrieb und realisierte sie Theater- und Filmprojekte und moderiert eine Literatursendung in der ARD.

## Leben
Helene Hegemann ist die Tochter des Dramaturgen Carl Hegemann (1949–2025) und der Grafikerin und Bühnenmalerin Brigitte Isemeyer. Als sie drei Jahre alt war, trennten sich die Eltern. Hegemann wuchs bei ihrer Mutter in Bochum auf. Nach dem Tod der alkoholkranken Mutter an einem Aneurysma zog sie mit 13 Jahren zu ihrem Vater, der in Berlin an der Volksbühne als Dramaturg arbeitete. Bis zu diesem Zeitpunkt wollte Hegemann Tänzerin werden, sie wandte sich nun jedoch dem Schreiben zu. Bis zum Hauptschulabschluss besuchte sie eine Montessorischule. Mit der Mittleren Reife ging sie von der Schule ab.
Hegemann lebt und arbeitet als freie Autorin in Berlin.

## Werk
Am 6. Dezember 2007 wurde ihr Theaterstück Ariel 15 mit dem Untertitel „Die Grundlagen der Verlorenheit“ in Berlin im Ballhaus Ost unter der Leitung von Sebastian Mauksch uraufgeführt. Helene Hegemann nennt ihr Stück ein Kunstmärchen. Es wurde 2008 von Deutschlandradio Kultur als Hörspiel umgesetzt und gesendet.
Mit 14 Jahren hatte Helene Hegemann binnen eines Monats das Drehbuch zu dem Film „Torpedo“ geschrieben, der vom Umzug der 15-jährigen Mia in die Hauptstadt erzählt. Die Kulturstiftung des Bundes subventionierte 2007 die Verfilmung. Der daraus entstandene 42-minütige Film ist ein Jugenddrama mit autobiografischen Zügen, bei dem sie selbst Regie führte. Alice Dwyer spielte die Protagonistin Mia. Der Film wurde 2008 bei den Hofer Filmtagen uraufgeführt, lief im Sommer 2009 in den deutschen Kinos und wurde mit dem Max-Ophüls-Preis ausgezeichnet. Im Episodenfilm Deutschland 09, der auf der Berlinale 2010 Premiere hatte, spielt Hegemann eine der Hauptrollen in Nicolette Krebitz’ Beitrag Die Unvollendete, in dem sie auf Ulrike Meinhof und Susan Sontag trifft.
2010 erschien Hegemanns erster Roman Axolotl Roadkill im Ullstein-Verlag. Das Buch wurde als Sensation der Literatursaison gefeiert („große[r] Coming-of-Age-Roman der Nullerjahre“), wobei Vorwürfe laut wurden, Hegemann habe bei dem Berliner Blogger und Autor Airen abgeschrieben. Einige Formulierungen und Passagen erwiesen sich als kopiert, was eine ausführliche Kontroverse nicht nur über Hegemann, sondern auch über Theorie, Praxis und Definition des Plagiats im Gegensatz zu „Intertextualität“ auslöste. Dennoch wurde das Buch für den Preis der Leipziger Buchmesse nominiert. Der Roman wurde in 15 Sprachen übersetzt. 2015 verfilmte sie als Regisseurin und Drehbuchautorin ihren Debütroman unter dem Titel Axolotl Overkill mit Jasna Fritzi Bauer in der Hauptrolle. Der Film hatte auf dem Sundance Film Festival 2017 Weltpremiere.
Auch der 2013 erschienene Roman Jage zwei Tiger dreht sich um das Erwachsenwerden. Er handelt von einem Paar zweier Heranwachsender aus wohlhabenden Kreisen, die vor dem Hintergrund erheblicher gesundheitlicher und familiärer Probleme sich finden und die sich dabei zugleich von der Welt ihrer Eltern lösen. Der Rezensent Ijoma Mangold las das Buch in der Zeit als „rich kid-Literatur in der Nachfolge von Christian Krachts Roman Faserland.“

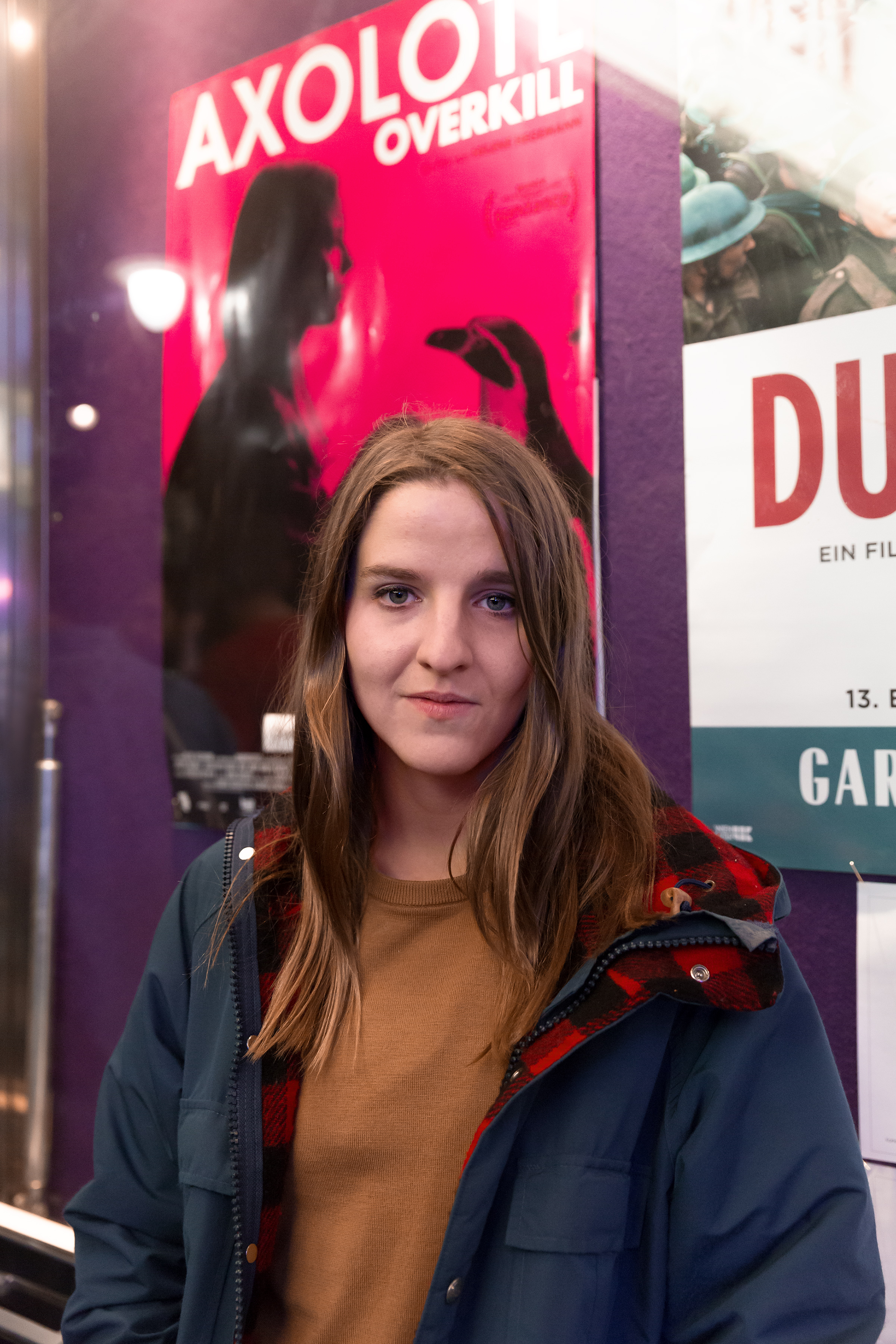
Helene Hegemann (2017)

Helene Hegemanns dritter Roman Bungalow war auf der Longlist für den Deutschen Buchpreis 2018. Ihr 2021 erschienener Essay über Patti Smith wurde in deutschen Feuilletons lobend besprochen. Julia Encke las den Text als autobiografische Erzählung, die „eine Lebensrettungsgeschichte mit unglaublicher Wucht“ sei.
Seit 2024 moderiert Helene Hegemann für die ARD das Literaturformat „Longreads“.
Im Jahr 2025 schrieb Hegemann das Vorwort für Alice Zeniters Buch Eine ganze Hälfte der Welt. Die vernachlässigten Frauen der Literatur. Im gleichen Jahr erschien ihr vierter Roman, Striker.

## Trivia
Helene Hegemann war im Juli 2015 zusammen mit ihrer damaligen Lebensgefährtin, der Journalistin Andrea Hanna Hünniger, auf der Titelseite des Magazins Emma zu sehen.

## Werke
Romane

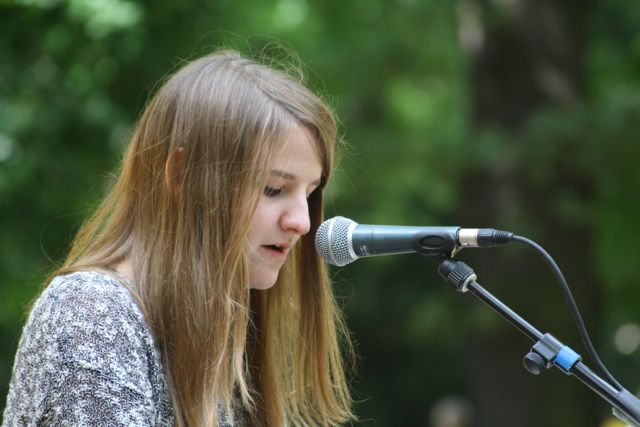
Helene Hegemann bei der Lesung auf dem Erlanger Poetenfest 2013

- Axolotl Roadkill. Ullstein, Berlin 2010, ISBN 978-3-550-08792-9
- Jage zwei Tiger. Hanser, Berlin 2013, ISBN 978-3-446-24367-5
- Bungalow. Hanser, Berlin 2018, ISBN 978-3-446-25317-9
- Striker. Kiepenheuer & Witsch 2025, ISBN 978-3-462-00595-0

Kurzgeschichten
- Schlachtensee. Stories. Kiepenheuer & Witsch, Köln 2022, ISBN 978-3-462-00168-6.

Essay
- Patti Smith. Kiepenheuer und Witsch Verlag, Köln 2021, ISBN 978-3-462-05395-1

Bühnenprojekte
- Ariel 15 – oder die Grundlagen der Verlorenheit, Uraufführung 2007, Ballhaus Ost
  - Hörspiel, Regie: Elisabeth Putz, Produktion: Deutschlandradio Kultur, 2008
- Lyrics – Dieses Gedicht wurde vor ca. 20.000 Jahren geschrieben und ist immer noch aktuell, Uraufführung 2011, Spielart Festival, I-camp/Neues Theater München.[25]
- Musik, Oper nach Frank Wedekinds gleichnamigen Drama von 1906. Libretto und Inszenierung: Helene Hegemann, Komponist: Michael Langemann. Uraufführung 2013, Palladium (Köln).[26]

## Filmografie (Auswahl)
Regie und Drehbuch
- 2008: Torpedo
- 2017: Axolotl Overkill
- 2022: Strafe (Fernsehreihe, 1 Folge)
- 2024: Zeit Verbrechen (Miniserie, Folge Deine Brüder)

Darstellerin
- 2009: Deutschland 09
- 2012: Hey, Cowboy
- 2015: Traumfrauen
- 2022: Servus Papa – See You in Hell

## Auszeichnungen
- 2008: Hörspiel des Monats Oktober für Ariel 15 – oder Die Grundlagen der Verlorenheit
- 2009: Max-Ophüls-Preis für Torpedo[27]